# Jonathan Hamblen
Jonathan Hamblen (* 26. November 1975 in Amherst) ist ein ehemaliger US-amerikanischer Cyclocross- und Straßenradrennfahrer.
Jonathan Hamblen begann seine Karriere 1999 bei dem Navigators Cycling Team. 2001 gewann er das Country Kitchen Great Falls Criterium und 2002 konnte er eine Etappe beim Green Mountain Stagerace für sich entscheiden. Im Cross gewann Hamblen 2005 den North Carolina Grand Prix 1 in Hendersonville und 2007 den North Carolina Grand Prix 2.

## Erfolge – Cross
2005/2006
- North Carolina Grand Prix 1, Hendersonville

2007/2008
- North Carolina Grand Prix 2, Hendersonville

## Teams
- 1999–2000 Navigators Cycling Team
- 2003 West Virginia Cycling Team
- 2006 Nerac/OutdoorLights.com
- 2008 Time Pro Cycling
- 2009 Team Mountain Khakis (bis 31.05.)
- 2009 DLP Racing (ab 01.06.)
- 2010 Mountain Khakis-Jittery Joe’s
- 2012–2013 Team SmartStop-Mountain Khakis